# 낙원

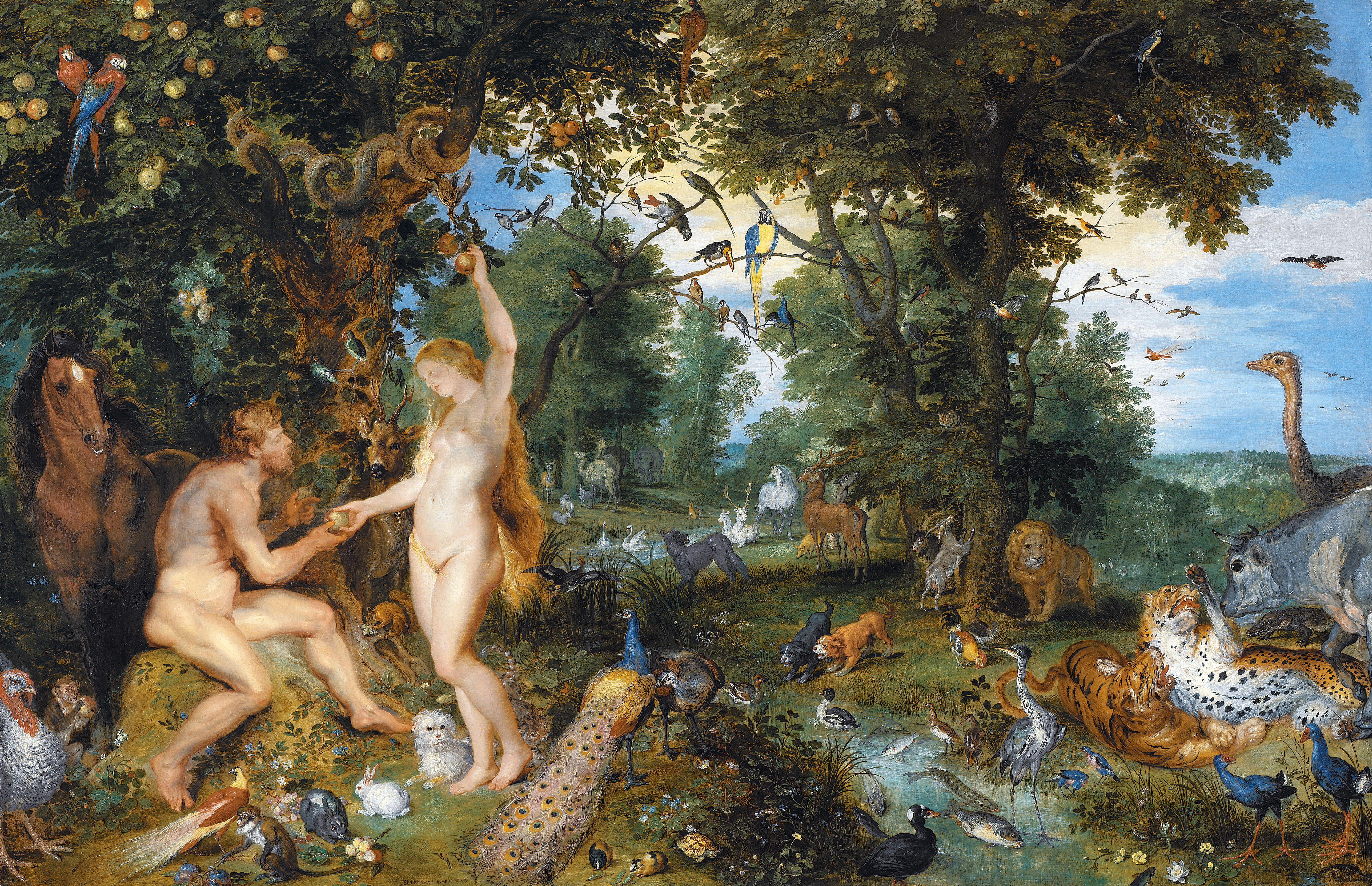

낙원(樂園, 문화어: 락원) 또는 파라다이스(paradise)는 서양의 고대, 중세 문학과 경전에서 언급되는, 그 안에서는 긍정적이고, 조화롭고, 영원한 장소를 말한다. 고대 오리엔트에서 근대에 이르기까지 동 ∙ 서유럽, 이슬람 미술에 넓게 존재하는 중요한 표상의 하나이다. 파라다이스의 어원은 옛 이란어 ‘담으로 싸인 마당’에서 연유하였고, 그리스인에게는 ‘페르시아왕의 정원’을 의미한다. 또 불교에서는 서방 극락정토(西方 極樂淨土)를 뜻한다. 정토란 예토(穢土, 속세, 괴로움으로 가득찬 세상)의 반대 개념으로, 가장 대표적인 정토는 극락(極樂)이다.

## 개요
파라다이스는 둘러싸인 뜰 또는 낙원을 뜻하는 페르시아어의 'pairi-daeza'가 어원이다. 유태의 묵시문학(默示文學)에서는 의인(義人)의 영혼이 옮겨지는 장소로 되어 있는데, 〈에녹서〉에서는 지상에 있는 어떤 장소로 생각되며, 〈누가복음〉 23장에서 예수가 도둑에게 약속한 패러다이스는 심판의 날까지 영혼이 머물러 있는 죽은 후의 중간상태를 지칭한다고 해석되고 있다. 밀턴의 《실락원(失樂園)》을 포함하여, 고대와 중세 문학에서 많이 취급하고 있다.

## 의미
고대 오리엔트에서는 예언자 시대 이전의 유대 전승으로, 고대 그리스 ∙ 로마에서 낙원은 일반적으로 신들의 최초의 선조나 고인이 된 영웅, 현자(賢者)들이 사는 안식처였다. 각 민족의 표상(表象)은 각각 다르지만 몇 가지 공통점이 있다. 거기에는 아름다운 초목이 무성하고 나뭇가지에는 보석보다 귀한 온갖 맛좋고 잘 익은 과일이 달려있다. 맑은 물이 항상 땅에서 샘 솟고, 온갖 동물과 새가 평화롭게 같이 산다.

## 전해오는 이야기
『구약성서』에서는 신들의 최초의 산물이며 인류의 조상인 아담과 이브의 거처였다. 생명의 나무, 선악을 아는 나무가 있고 네 개의 강과 많은 동물 등이 있다. 호라티우스(Horatius, B.C.55~B.C.8), 베르길리우스(Vergilius, B.C.70~B.C.19) 이후의 로마 문학에서는 시원한 나무 그늘에서 양과 양치기들이 노는 목가적 풍경을 행복한 사람이 사는 곳으로 노래하였다. 2~3세기 이교도의 석관 부조와 동시대 최초기 기독교미술에서는, 고인의 영혼 안식처로서 이와 같은 목가적 풍경이 전개되었다.
예언자 시대에서 초기 기독교회 시대에 걸쳐, 팔레스티나 지방에 일어난 종말론적 정열은 고대의 이상향적 낙원 표상을 크게 바꾸었다. 아담과 이브의 원죄로 말미암아 낙원은 잃어버린 것으로 되고, 거기에 다시 인간을 끌어들이는 구제자의 출현이 기대되었다. 이렇게 되어 이교 석관장식에 있는 양치기는 ‘선한 목자’가 되고 5세기 중엽까지 대부분의 낙원묘사는 꼭 예수 재림 등 신성출현 주제에 수반하여 묘사되었다. 또 그때까지 막연히 땅끝에 있다고 생각하던 낙원은 하늘에서 내려와 이 땅 위에 실현되는 것으로 되었으며 묵시록을 통하여 종말론적 낙원도상과 결합된다.
이렇게 낙원표상은 성모도상과 수반하여서도 발전하였고, 이슬람교에서 낙원은 잔나(janna[아랍어], 정원이라는 뜻)라고 부른다. 『코란』에 의하면 세계의 종말과 최후심판의 결과, 선택된 자만이 낙원에 들어갈 수 있다고 한다. 그 낙원은 영원히 마르지 않는 샘과 시냇물, 우유, 미주(美酒), 벌꿀이 넘치는 강이 있고, 과일이 익고, 하늘의 천녀가 반겨주는 이상향이라고 한다.
불교에서는 세속인이 살고 있는 사바(娑婆) 세계인 예토(穢土)와 대비되는 곳으로서 부정잡예(不淨雜穢)가 사라진 청정한 불국토(佛國土)라고 한다. 자연 환경이 좋고 물질이 풍부하여 개개인의 인격 완성을 이루는데 도움이 되는 모든 환경과 조건을 갖춘, 부처가 마련한 큰 불도 수행의 도량으로 누구나 다 성불하여 지혜와 자비를 완전히 실현할 수 있는 곳이다.
불경에서 말하고 있는 정토에는 미륵정토, 약사여래의 유리광 세계, 비로자나불의 연화장 세계 등 여러 가지가 있으나 그 가운데 대표적인 것이 아미타불(阿彌陀佛)의 서방 극락정토이고 아울러 이러한 정토에 태어나겠다는 것이 정토신앙인데, 이는 대승불교의 보살사상에 근거한 것으로 부처의 본원력(本願力)에 의지하여 정토왕생하려는 것이다. 대표적인 정토신앙이 극락 왕생을 위한 아미타 신앙으로 ≪무량수경≫(無量壽經)・≪관무량수경≫(觀無量壽經)・≪아미타경≫(阿彌陀經)의 정토삼부경(淨土三部經)에 잘 나타나 있다.
아미타불은 서방 극락정토에서 설법하고 있는 부처로서 산스크리트 아미타유스(Amitāyus) 또는 아미타바(Amitābha)를 소리나는 대로 적은 것으로 아미타유스는 무량수, 아미타바는 무량광(無量光)으로 번역하고 있다. 아미타불은 부처가 되기 전 48서원(誓願)을 세웠는데, 그 가운데 대표적인 것이 18원으로 “지극한 마음으로 나무아미타불을 열번만 불러도 아미타불의 본원력에 의해 극락 왕생할 수 있게 한다.”는 것이다.
이는 염불왕생(念佛往生)의 원이라고도 하여 정토신앙 형성의 핵심이 되는 구절임. 중국에는 2세기경부터 정토 관계 경전이 번역되기 시작하여 5세기경에는 거의 모든 경전이 번역되었고, 선도(善導)는 정토삼부경을 중심으로 중국 정토교를 대성시키고 있다.
한국에서는 확실하지는 않으나 원광(圓光)이 처음으로 정토사상을 도입했다고 추정되고 있는데, 그 뒤 자장(慈藏)・원효(元曉)・의상(義湘)・의적(義寂)・태현(太賢)・경흥(憬興) 등을 통하여 활발한 교학 연구가 이루어지고 있다. 아울러 정토신앙은 쉽게 실천할 수 있는 내용이기 때문에 민간에 널리 전파되었다.
당시 신라는 계속된 전쟁 속에서 죽음에 대한 두려움에 시달릴 때 아미타불은 그 두려움을 없애줄 뿐만 아니라 죽은 자를 극락왕생시킨다는 믿음으로 민간에 널리 퍼져 나갔으며, 아울러 삼국유사에 전하는 많은 설화를 통해서도 당시에 유행했던 아미타신앙을 엿볼 수 있다. 이렇듯이 불교에서는 낙원을 정토로 지칭하며 부처·보살이 가는 청정(淸淨)한 세상으로 곧 불교의 이상사회를 말한다. 이곳은 자연적 환경과 물질적 풍요를 누릴 뿐만 아니라, 누구나 자비와 지혜로 충만한 삶을 사는 사회라고 전해지고 있다.

## 같이 보기
- 이상향
- 별천지
- 무릉도원
- 불국토